# Windows Live Admin Center
 (septembre 2020).
Si vous disposez d'ouvrages ou d'articles de référence ou si vous connaissez des sites web de qualité traitant du thème abordé ici, merci de compléter l'article en donnant les références utiles à sa vérifiabilité et en les liant à la section « Notes et références ».
Windows Live Admin Center (anciennement Windows Live Custom Domains depuis novembre 2007) est un service fourni par Windows Live. Il permet aux utilisateurs de gérer les services Windows Live par le biais d'un nom de domaine personnalisé. Les adresses e-mail fournies par Admin Center sont des identifiants Windows Live et peuvent être utilisées pour accéder à MSN Messenger et Windows Live Messenger ainsi qu'à d'autres services Windows Live.
Un identifiant Windows Live ID peut être ouvert en tant qu'administrateur et peut également être créé, modifié ou supprimé. L'administrateur peut également choisir de permettre à n'importe qui de créer son propre compte par le biais d'un lien envers le site Internet d'un domaine.
Les utilisateurs faisant usage de comptes Admin Center peuvent vérifier leurs courriels en utilisant Windows Live Hotmail, Windows Live Mail et Outlook.
Selon cet article de ZD Net datant de 2014, le service était volontairement laissé à l'abandon pour être graduellement remplacé par les services d'Office 365.